# Juan Carlos Rodríguez Castro
Juan Carlos Rodríguez Castro (Montevideo, 9 de enero de 1932 - Montevideo, 2 de mayo de 2016) fue un cineasta, guionista y director de televisión uruguayo.

## Trayectoria
Comenzó su trayectoria presentándose a concursos de cortos amateur como los que se realizaban en Cine Universitario de Montevideo. Fue pionero en utilizar dibujos animados en la publicidad.
En 1960 fundó junto a Miguel Castro el EPC (Estudio de Publicidad Cinematográfica) donde se impartían clases sobre cine y se filmaba publicidad para el cine haciéndose la reducción a 16mm y/o en blanco y negro para la televisión del momento. De este Instituto surgieron varios de los cineastas uruguayos Daniel Rodríguez Maceda, César Sarti, Walther Dasori, Manuel Martínez Carril y Mario Handler.
Fue realizador de una serie de animaciones llamada 'Cuentos para ver' de escritores uruguayos entre ellos Mario Delgado Aparaín y que fue emitida por TV Ciudad.
Tuvo bajo su dirección un periódico quincenal llamado 'La Pipeta!' que salió del 5 de noviembre al 17 de diciembre de 1975, donde escribió bajo el seudónimo 'Carlón'
Su hijo Daniel Rodríguez Maceda es un reconocido fotógrafo y realizador y antes de su fallecimiento tenía escrito guiones junto a su compañera Ana Magnabosco, dramaturga y guionista uruguaya.

## Obras
- Mataron a Venancio Flores (ficción largometraje, 1982)
- Compañeros de clase (ficción, 1989)
- Llamada para un cartero (largo ficción, 2001) (1er asistente de producción)
- Anderssen Banchero, un escritor (casi) desconocido (documental, 2012)

Cortos animados
- La multa
- Una familia feliz
- El caballito que hablaba
- La conejita y el Robot